# Lá roi
Lá roi hay còn gọi bích xỉ dạng lạ, quyết vòi voi lá dài (danh pháp khoa học: Bolbitis heteroclita) là một loài thực vật có mạch trong họ Lomariopsidaceae. Loài này được (C. Presl) Ching mô tả khoa học đầu tiên năm 1934.

## Hình ảnh

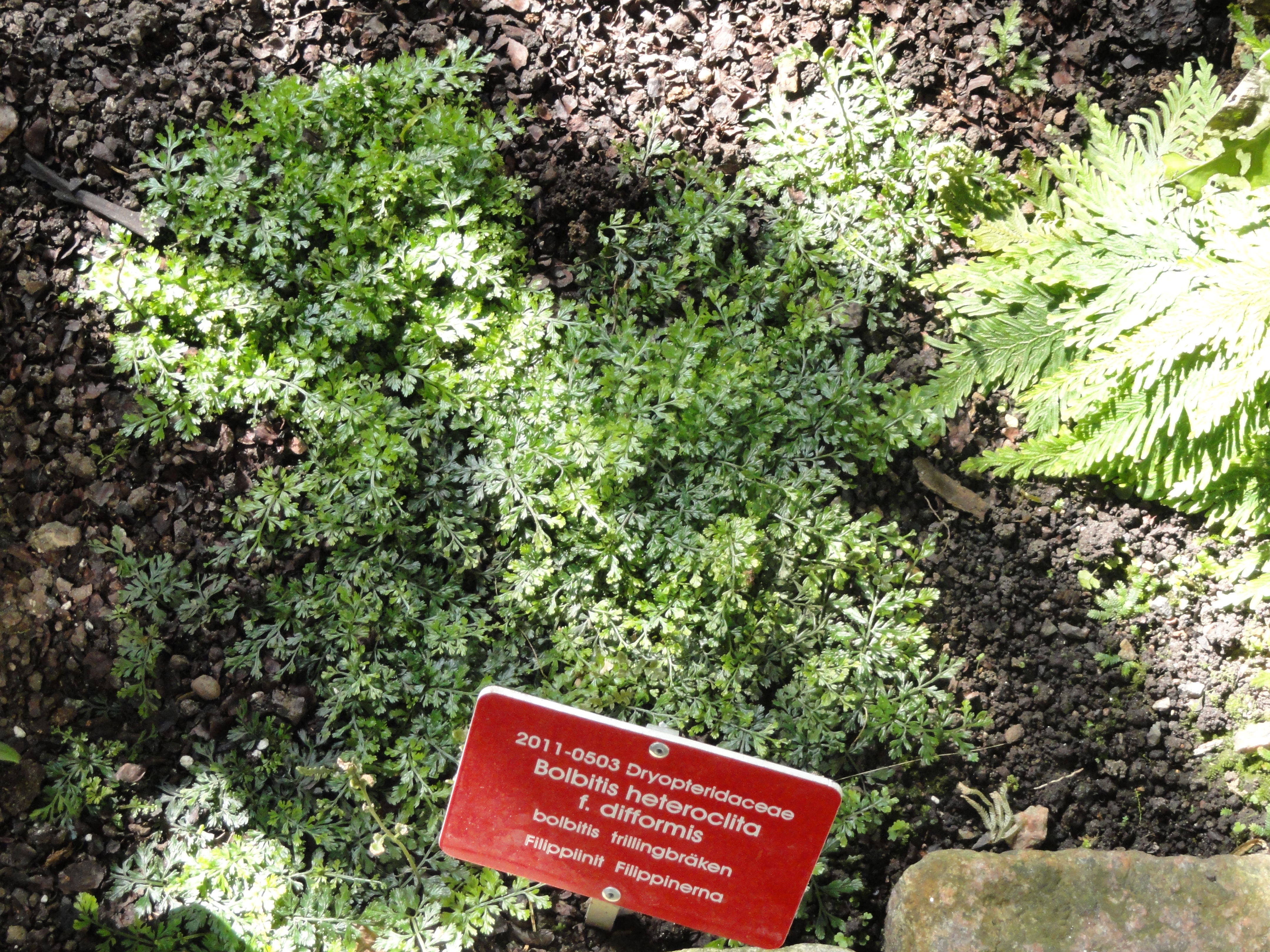
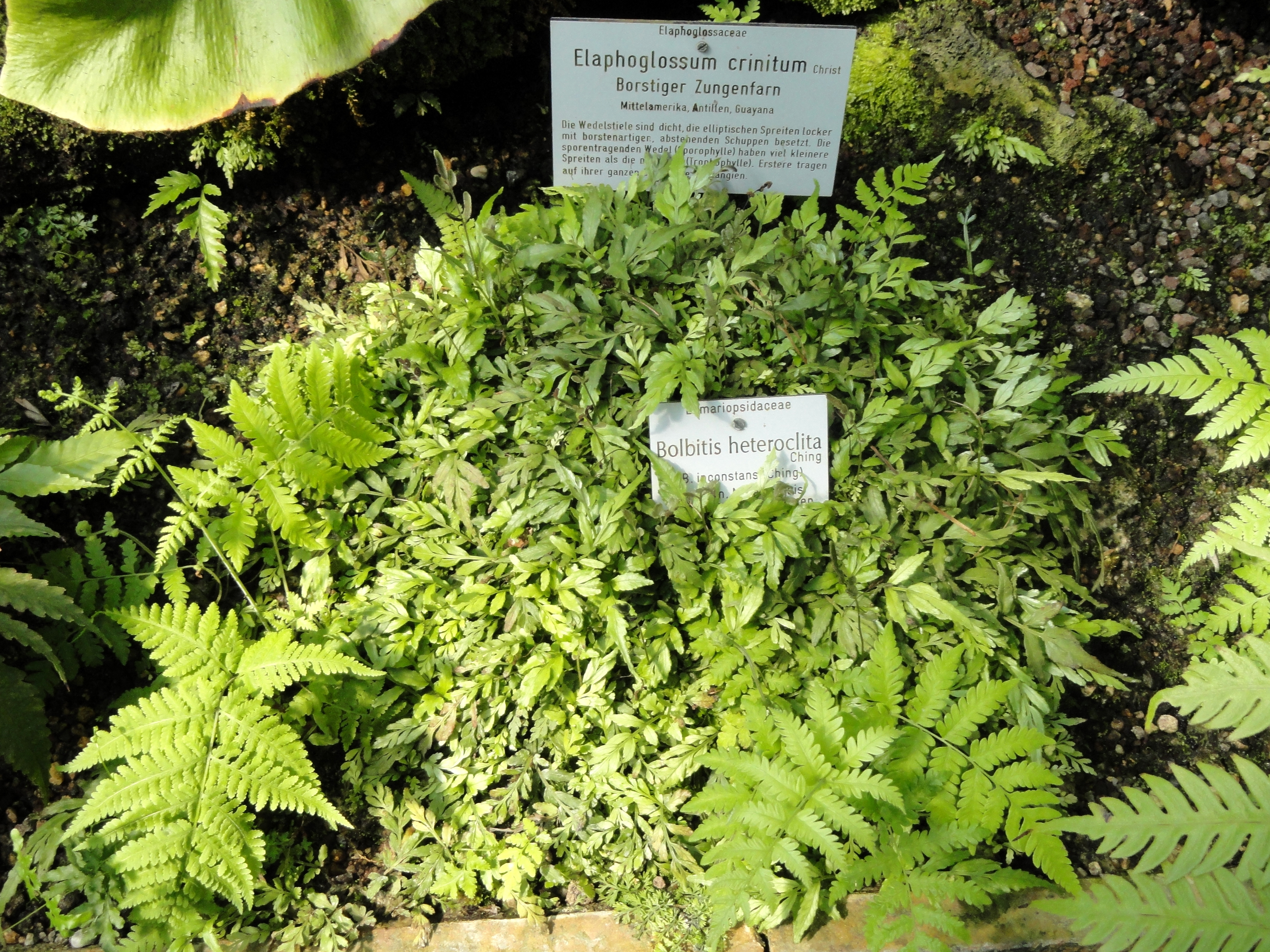